# F.C. (motorfietsmerk)
F.C. is een historisch Australisch motorfietsmerk 
Dit merk bracht in 1920 een 3½ pk-model uit. 
Ook Australische klassiekerverzamelaars kunnen verder geen informatie over het merk vinden. Dit geldt ook voor de Australische merken Blake, FNR en NSW. Dit laatste merk zou volledig "New South Wales" geheten kunnen hebben.